# Martin Dome
Martin Dome är en bergstopp i Antarktis. Den ligger i Östantarktis. Australien gör anspråk på området. Toppen på Martin Dome är 2 367 meter över havet.
Terrängen runt Martin Dome är kuperad söderut, men norrut är den bergig. Trakten är obefolkad. Det finns inga samhällen i närheten.